# Serigne Touba Diassé
Pour les articles homonymes, voir Diassé.
Serigne Touba Diassé , né le 3 septembre 1950 à Louga (Sénégal) et décédé le 24 novembre 2008, est un statisticien sénégalais.
Passionné de mathématiques et de statistique, pendant vingt-sept années, il se dévoua d'abord à l’enseignement des mathématiques, puis à celui de la statistique au bénéfice de nombreux jeunes Africains.

## Études
Serigne Touba Diassé  suit ses études primaires à Louga, sa ville natale, avant de se rendre dans la capitale régionale, Thiès, où il obtient son Baccalauréat à l’École normale William-Ponty. En octobre 1971, il entame des études universitaires couronnées par l’obtention d'une maîtrise de Mathématique à l’Université de Dakar. Toujours à Dakar, il suit ensuite une formation pédagogique à l’École normale supérieure où il obtient un certificat d’aptitude à l’enseignement secondaire en 1976. Puis commence une carrière d’enseignement des mathématiques de trois ans au lycée Djignabo de Ziguinchor avant de suivre des études de statistique au Centre européen de formation des statisticiens économistes des pays en voie de développement (CESD-Paris) qui lui décerne le diplôme d’Ingénieur statisticien-économiste en 1983.

## Parcours professionnel
De retour au Sénégal à l'été 1983, Serigne Touba Diassé occupe successivement les emplois de consultant dans un cabinet d'architecture et d'urbanisme, d'enseignant vacataire à la faculté des sciences économiques et juridique de Dakar puis de chef de la division des études au ministère du tourisme.
À partir de novembre 1986 et jusqu'en avril 1994, il rejoint Kigali au Rwanda, d'abord comme enseignant permanent de Institut africain et mauricien de la statistique et de l'économie appliquée (IAMSEA). Dès octobre 1987 il devient coordinateur des études, puis Directeur de cet Institut à partir de mars 1992, et ce jusqu'en avril 1994, date à laquelle se déroulent les événements tragiques du génocide. Il met alors tout en œuvre, dans un premier temps pour protéger les populations réfugiées dans l'enceinte de cette Institution internationale dont il a la charge. Il parvient jusqu'au bout à préserver l'immunité diplomatique du campus de l'IAMSEA, protégeant ainsi les populations riveraines qui s'y étaient réfugiées ; il négocie avec la MINUAR et les instances diplomatiques encore présentes à Kigali, l'évacuation des élèves et du personnel non rwandais de l'IAMSEA sur Nairobi, la capitale du Kenya voisin, d’où il organise, leur rapatriement dans leurs pays respectifs. Il avait refusé de quitter Nairobi tant qu'il resterait un étudiant à rapatrier.
En novembre 1994, de retour au Sénégal, il devient enseignant permanent au Département de la Statistique et de la Démographie ENEA (DSD-ENEA) de Dakar ; ce département est alors chargé de la formation des ingénieurs des travaux statistiques sénégalais. Pour sauver la scolarité des étudiants africains de l'IAMSEA, le Sénégal et ses partenaires, dont la France et l'Union européenne, organisent leur accueil et la reprise des enseignements à Dakar, à l'ENEA. En avril 1999,Serigne ToubaDiassé en devient le chef du département.
Il représente le Sénégal lors des travaux de la Conférence des directeurs des écoles de statistique en Afrique (CODESA) qui regroupe l'École nationale supérieure de statistique et d'économie appliquée (ENSEA Côte d'Ivoire) et l'Institut sous-régional de statistique et d'économie appliquée (ISSEA-Yaoundé), en plus de l’École de Dakar. En parallèle, il préside le groupe de travail chargé du transfert des compétences du Département de la statistique et de la démographie à l'Agence nationale de la statistique et de la démographie (ANSD), dans le cadre d'une vaste réforme de l'enseignement de la statistique au Sénégal ; réforme qui se concrétise par l'ouverture de l'École nationale de la statistique et de l'analyse économique du Sénégal (ENSAE-Sénégal) le 6 octobre 2008 ; cette nouvelle école africaine fait partie intégrante de l'ANSD.